# Philippe Karl
Pour les articles homonymes, voir Karl.
Philippe Karl, né le 6 mars 1947, est un écuyer français, formé au Cadre noir de Saumur.

## Biographie
Philippe Karl commence par étudier la médecine avant de se tourner vers l'équitation. Il obtient son Brevet d’état d’Instructeur d’Equitation en 1971. Sa monte se distingue déjà par sa légèreté. Le dressage classique n'est pas son seul intérêt; il s'intéresse à toutes les disciplines.
En septembre 1971, appelé au service militaire, il dirige la section équestre du 501e Régiment de CC à Rambouillet. Le dressage est sa passion. Il suit les préceptes de Oliveira. Durant cette période, il dresse notamment un jeune étalon plein de fougue. Il est mené en quelques mois par la douceur et la légèreté à l'assimilation du dressage de basse école. Cette phase du travail du cheval est la première de son dressage. Il doit savoir être régulié aux trois allures et à toutes les vitesses, garder la tête fixe, rester sur la main, changer de pied au galop ainsi que réaliser une épaule en dedans. À cet effet, il perfectionne le travail à pied et aux longues rênes remplaçant ainsi avantageusement une partie du travail en selle dans l'éducation du cheval.
De 1972 à 1979, il dirige le département équestre du centre d’enseignement zootechnique de Rambouillet. Il y est responsable de diverses formations puis redevient instructeur dans la région de Chartes. Il y poursuit son travail en recherchant la perfection de sa technique. Il démontre l'efficacité de sa doctrine: "équilibre, légèreté et calme "
Il rejoint en 1985 le Cadre noir de Saumur en tant qu'écuyer pour améliorer la légerté des techniques de l'institution. Cependant, il s'en retire treize ans plus tard pour se consacrer à sa propre école: l'école de légèreté. Il organise alors des stages en Europe et aux États-Unis.
En 2004, Philippe Karl crée l'École de Légèreté à Rousset-les-Vignes (Drôme), dans le but de transmettre ses principes de l'équitation à des instructeurs engagés et qualifiés,. Elle a pour principe un absolu respect du cheval. Elle s'inspire des nombreux maîtres ayant contribué à ce précepte équestre comme Xénophon, Fiaschi, la Broue, la Guérinière, Dupaty de Clam, Hünesdorf, Baucher, Raabe, l'Hotte, Faverot de Kerbrech et Beudant, Oliveira et d'autres.
Il s'est opposé ouvertement à Michel Henriquet, en particulier à propos de la position des mains.